# Robin Hood – czwarta strzała
Robin Hood. Czwarta strzała – polska niskobudżetowa komedia, pełnometrażowy skecz kabaretowy wyprodukowany przez wytwórnię A’Yoy w roku 1997 z inicjatywy Zielonogórskiego Zagłębia Kabaretowego. Film jest parodią baśni o legendarnym rozbójniku Robin Hoodzie, czasach feudalizmu i walki o pieniądz. 

## Fabuła
Narrator (Dariusz Kamys) wprowadza widza w świat średniowiecznej Anglii, w której panował wyzysk człowieka – feudalizm. Stara się on przekazać widzowi alternatywną, możliwie naturalną i prawdziwą historię słynnego rozbójnika (Sławomir Stawny) i jego bandy, którzy okradali bogatych (Grzegorz Halama), by dać natrętnym żebrakom na budowę własnych, małych, biednych zameczków.